# Jinhae-gu
Jinhae-gu (koreanisch 진해구, Hanja 鎭海區) ist ein Stadtteil der Stadt Changwon in Südkorea. Bis zur Eingemeindung im Jahr 2010 war es eine eigenständige Stadt. Jinhae ist bekannt für sein Kirschblütenfest.

## Geschichte
Jinhae wurde als Hafen (jap. 鎭海 Chinkai) zur Zeit der japanischen Besetzung im frühen 20. Jahrhundert ausgebaut. Jinhae entwickelte Stadtstatus. Am 1. Juli 2010 wurden Changwon, Masan und Jinhae zusammengeschlossen zur neubegründeten Stadt Changwon. Die alte Stadt Jinhae wurde zu einem Stadtteil.
Viele Menschen, die in Jinhae leben, gehören zur südkoreanischen Marine. In Jinhae befindet sich weiterhin eine Akademie der Marine (해군사관학교 Haegun Sagwan Hakkyo). Weiterhin befindet sich in der Stadt die einzige Marinebasis des US-Militärs in Südkorea, die Commander Fleet Activities Chinhae.

## Tourismus
Beliebte Tourismusziele in Jinhae sind das Kirschblütenfest und der Marinehafen.